# Jesper Hovgaard
Jesper Hovgaard (* 9. September 1981) ist ein ehemaliger dänischer Badmintonspieler.

## Karriere
Jesper Hovgaard gewann 2003 und 2004 die Mixedkonkurrenz bei den Italian International, wobei er beim ersten Erfolg mit Karina Sørensen am Start war und beim zweiten mit Line Isberg. 2005 siegte er im Mixed und im Herrendoppel bei den Cyprus International.

## Sportliche Erfolge
| Saison | Veranstaltung         | Disziplin    | Platz | Name                              |
| ------ | --------------------- | ------------ | ----- | --------------------------------- |
| 2003   | Italian International | Mixed        | 1     | Jesper Hovgaard / Karina Sørensen |
| 2004   | Italian International | Mixed        | 1     | Jesper Hovgaard / Line Isberg     |
| 2005   | Cyprus International  | Mixed        | 1     | Jesper Hovgaard / Mia Nielsen     |
| 2005   | Cyprus International  | Herrendoppel | 1     | Daniel Damgaard / Jesper Hovgaard |